# Homaliopsis
Homaliopsis là một chi rêu trong họ Neckeraceae.